# Šenturh, Žihpolje
Šenturh (nemško St. Ulrich) je naselje v Občini Žihpolje v Okraju Celovec-dežela na Koroškem v Avstriji.